# SD 세우타
SD 세우타(스페인어: Sociedad Deportiva Ceuta)는 스페인 세우타를 연고로 하는 축구단이다. 1932년에 세우타 FC와 쿨투랄 SC가 합병하여 세우타 SC(Ceuta SC)라는 이름으로 창단되었으며, 1956년에 해단되었다.